# Cantone di Dole-Sud-Ovest
Il Cantone di Dole-Sud-Ovest era una divisione amministrativa dell'arrondissement di Dole.
A seguito della riforma approvata con decreto del 17 febbraio 2014, che ha avuto attuazione dopo le elezioni dipartimentali del 2015, è stato soppresso.

## Composizione
Comprendeva parte della città di Dole e i comuni di:
- Abergement-la-Ronce
- Choisey
- Crissey
- Damparis
- Gevry
- Nevy-lès-Dole
- Parcey